# Tour de Romandie 2011
Die 65. Tour de Romandie fand vom 26. April bis zum 1. Mai 2011 statt. Nach einem Prolog folgten fünf Etappen; die Distanz betrug 694,9 Kilometer. Das Rennen zählte zur UCI WorldTour 2011.

## Etappen
| Etappe    | Tag       | Start–Ziel                    | km    | Etappensieger        |
| --------- | --------- | ----------------------------- | ----- | -------------------- |
| Prolog    | 26. April | Martigny                      | 03,5  | Jónathan Castroviejo |
| 1. Etappe | 27. April | Martigny–Leysin               | 171,5 | Pawel Brutt          |
| 2. Etappe | 28. April | Romont–Romont                 | 168,3 | Damiano Cunego       |
| 3. Etappe | 29. April | Thierrens–Neuchâtel           | 166,5 | Alexander Winokurow  |
| 4. Etappe | 30. April | Aubonne–Signal de Bougy (EZF) | 20,5  | David Zabriskie      |
| 5. Etappe | 1. Mai    | Champagne–Genève              | 164,6 | Ben Swift            |

## Trikots im Rennverlauf
Die Tabelle zeigt die Führenden nach der jeweiligen Etappe an.
| Etappe | Gesamtwertung        | Bergwertung          | Sprintwertung    | Nachwuchswertung     | Mannschaftswertung  |
| ------ | -------------------- | -------------------- | ---------------- | -------------------- | ------------------- |
| Prolog | Jónathan Castroviejo | nicht vergeben       | nicht vergeben   | Jonathan Castroviejo | HTC-Highroad        |
| 1.     | Pawel Brutt          | Oleksandr Kwatschuk  | Pawel Brutt      | Jack Bobridge        | Lampre-ISD          |
| 2.     | Pawel Brutt          | Oleksandr Kwatschuk  | Pawel Brutt      | Peter Stetina        | Movistar            |
| 3.     | Pawel Brutt          | Oleksandr Kwatschuk  | Dario Cioni      | Peter Stetina        | Movistar            |
| 4.     | Cadel Evans          | Oleksandr Kwatschuk  | Dario Cioni      | Andrew Talansky      | Team Garmin-Cervélo |
| 5.     | Cadel Evans          | Chris Anker Sørensen | Matthias Brändle | Andrew Talansky      | Team Garmin-Cervélo |

## Endergebnis
| Endstand      | Endstand             | Endstand   |
| ------------- | -------------------- | ---------- |
| Erster        | Cadel Evans          | 16:51:49 h |
| Zweiter       | Tony Martin          | + 0:18 min |
| Dritter       | Alexander Winokurow  | + 0:19 min |
| Vierter       | Marco Pinotti        | + 0:31 min |
| Fünfter       | Beñat Intxausti      | + 0:41 min |
| Sechster      | Pieter Weening       | + 0:51 min |
| Siebter       | Janez Brajkovič      | + 0:52 min |
| Achter        | Pawel Brutt          | + 0:58 min |
| Neunter       | Andrew Talansky      | + 0:59 min |
| Zehnter       | David Millar         | + 1:00 min |
| Bergwertung   | Chris Anker Sørensen | 32 P.      |
| Zweiter       | Oleksandr Kwatschuk  | 28 P.      |
| Dritter       | Pawel Brutt          | 22 P.      |
| Sprintwertung | Matthias Brändle     | 12 P.      |
| Zweiter       | Dario Cioni          | 7 P.       |
| Dritter       | Pawel Brutt          | 6 P.       |
| Teamwertung   | Team Garmin-Cervélo  | 50:34:41 h |
| Zweiter       | Movistar Team        | + 2:15 min |
| Dritter       | Leopard Trek         | + 3:32 min |